# Xian de Lezhi
Le xian de Lezhi (乐至县 ; pinyin : Lèzhì Xiàn) est un district administratif de la province du Sichuan en Chine. Il est placé sous la juridiction de la ville-préfecture de Ziyang.

## Démographie
La population du district était de 870 311 habitants en 1999.